# François Ponchaud
François Ponchaud, (Sallanches, 8 de febrero de 1939–Lauris,  17 de enero de 2025)  fue un escritor, estudioso francés de la cultura jemer y lingüista, sacerdote misionero católico perteneciente al Instituto Misioneros de París que ha dedicado la mayor parte de su vida a trabajar con el campesinado camboyano y fue uno de los testigos extranjeros de la guerra de Indochina.

## Vida
Ponchaud nació en 1939 en los Alpes de Francia. En 1961, siendo recluta del ejército francés, rehusó participar en las batallas francesas en Argelia. En 1965 comenzó sus estudios de cultura jemer o camboyana cuando entró al país como misionero católico. En 1970, después del golpe de Estado de Lon Nol al príncipe Norodom Sihanouk Ponchaud, que se encontraba en el campo, como muchos extranjeros, fue obligado a regresar a Phnom Penh en donde permaneció haciendo traducciones del francés al jemer del cual es en la actualidad uno de los más distinguidos expertos. El 17 de abril de 1975, durante la Caída de Phnom Penh, Ponchaud, como muchos extranjeros, fue obligado a refugiarse en la Embajada de Francia en donde estuvo hasta el 8 de mayo, día en el que los jemeres rojos expulsaron a todos los extranjeros del país llevándolos desde la solitaria capital a Poipet y obligándolos a entrar al territorio de Tailandia. En 1977 publica "Camboya: Año Cero". Regresa a Camboya en 1993 para ayudar en la traducción de la Biblia en jemer. 
Su principal obra, Camboya, Año Cero, es el primer documento histórico que da testimonio de primera mano de lo que vivió en Camboya desde el 17 de abril de 1975 con la Caída de Phnom Penh y 1979. El libro, publicado por primera vez en francés en 1977, no fue valorado por la crítica internacional que lo veía como exagerado y tendencioso, dado que la constitución de la Kampuchea Democrática era vista con simpatía, sobre todo por movimientos antiestadounidenses. Sin embargo, después de la invasión que el Vietnam llevó a cabo en Camboya en 1979, otros estudiosos del tema como Ben Kiernan hicieron evidente que el testimonio de Ponchaud era legítimo y que el ignorarlo había sido un error histórico.
Dice en la introducción a la edición inglesa de Cambodia Year Zero:

Viví en Camboya por diez años, desde el 8 de noviembre de 1965 al 8 de mayo de 1975, cinco años en el Reino de Camboya bajo el príncipe Sihanouk y cinco bajo la república con Lon Nol. Mis tres últimas semanas las pasé en la Kampuchea Democrática, ciertamente no demasiado para decir que la conozco bien.

## Juicio a los jemeres rojos
En 1983 Amnistía Internacional le pidió ser parte de un tribunal para juzgar los crímenes de los jemeres rojos. Ponchaud puso una condición para participar: que en dicho juicio se juzgaran además de Pol Pot y los suyos a Richard Nixon, Henry Kissinger y Jimmy Carter:

Todavía no he cambiado mi sentimiento acerca de ello. ¿Quién pondrá al gobiernos de los EEUU en juicio? En donde sea en el mundo los Estados Unidos llevan muerte y lágrimas. En Irak, Pakistán, Afganistán, ellos llevan adelante su "guerra contra el terror", pero los EEUU están llevando terror por todo el mundo. ¿Quién les llevará a un juicio? La política exterior de EE. UU. es en contra de los derechos humanos. Está bien llevar a los jemeres rojos a un tribunal, pero ellos no son los únicos genocidas. EE. UU. destruyeron a Camboya y ¿quién los condena a ellos?

Ponchaud asegura en su libro que en principio no estaba en contra de la revolución camboyana habiendo trabajado y convivido con el campesinado del país y sido testigo de las enormes injusticias sociales a los que estaban sometidos. Después de 1973, cuando conoce los testimonios de los desplazados de las llamadas zonas "liberadas" y los relatos comienzan a tener las mismas coincidencias acerca de las maneras violentas en que actuaban, Ponchaud pensó que era una actitud "normal" de la guerra. Ponchaud también dio la bienvenida a los victoriosos jemeres rojos el 17 de abril de 1975 pensando que se abría un nuevo capítulo de esperanza y paz para la sufrida nación. Pero después de escuchar las emisiones de Radio Phnom Penh y comenzar a escuchar los testimonios de refugiados entre 1975 y 1976, llegó a la conclusión que la revolución llevada a cabo por los jemeres rojos era la más sangrienta del siglo XX.

## Noam Chomsky
Noam Chomsky llegó a ser el más importante defensor de los jemeres rojos[cita requerida] hasta que leyó la obra de Ponchaud, sin embargo, ambos pensadores no llegaron a ponerse de acuerdo en el tema desde que Ponchaud cuestionó duramente su posición a la que consideraba construida sin un auténtico conocimiento de campo:

(...) Intercambiamos largas cartas, algunas de 10 páginas. En el principio fue un buen amigo, pero poco a poco empezamos a enojarnos el uno con el otro. Al final de mi larga carta le dije que cuando llegase a saber lo que había pasado realmente en Camboya, nuestras discusiones parecerán ridículas. Entonces se enojó conmigo. Después él fue a Génova, mi casa está como a 59 km de distancia y rehusé a recibirlo.

En las notas que Ponchaud hace para la edición inglesa de su obra, escribe acerca de las observaciones de Chomsky:

El señor Chomsky fue de la opinión que Jean Lacouture distorsionó substancialmente las evidencias que había ofrecido y, considerando mi libro "serio y válido de leerse, como había sido evidenciado por los comentarios que había generado", me escribió una carta personal el 19 de octubre de 1977 en la cual llamaba mi atención en el modo en el cual este había sido manipulado por la propaganda antirrevolucionaria. Me dio como deber "detener la inundación de mentiras" acerca de Camboya - particularmente acerca de él, esas propagandas propagadas por Anthony Paul y John Barron en Murder of a Gentle Land(tr.es. "Asesinato de una Tierra Amable")

## Camboya: Año Cero
La obra de Ponchaud se convirtió poco a poco en la piedra angular de los estudios sobre la Kampuchea Democrática. Aunque la obra es más bien de carácter descriptivo, reúne piezas y testimonios que han abierto y estimulado la investigación. Fue editada en 1977 en francés (Cambodge année zéro) por Editions René Julliard, traducida al inglés en 1978 por Holt, Rinehart y Winston en Canadá (Cambodia Year Zero), y al castellano el mismo año ("Camboya a sangre y fuego. Año Cero") por Goyanarte Editor, de Buenos Aires. De su libro dirá en la introducción a la edición inglesa:

Este libro sin duda creará más preguntas de las que ya plantea. La historia por sí misma dará las respuestas poniendo en presente los eventos en una perspectiva más amplia.

Gareth Porter, autor con George C. Hildebrand del libro Cambodia Starvation and Revolution (tr.es. "Hambre y Revolución de Camboya"), criticó duramente la obra de Ponchaud, como él mismo lo señala en la edición inglesa de "Camboya año cero". Porter declaró en el 95 Congreso sobre derechos humanos en Camboya del 3 de mayo de 1977 que Ponchaud estaba tratando de hacer creer al mundo que Camboya había sido hundida en un derramamiento de sangre solo después de la salida del último diplomático estadounidense. Decía además que las tragedias del pueblo camboyano habían sido causadas exclusivamente por los bombardeos de EE. UU.:

(...)Me censuró por faltarme un acercamiento crítico en la utilización de los recuentos de los refugiados que decía no eran creibles porque eran deliberadamente dichos para oscurecer el régimen del cual huían.

## Trabajos publicados
- Cambodia: Year Zero Henry Holt & Co 1978 ISBN 978-0030403064
- Social Change in the Vortex of Revolution In Cambodia 1975 – 1978: Rendezvous with Death Pages 151-177 Princeton University Press 1989 Editor Karl Jackson ISBN 978-0691025414
- La cathedrale de la riziere: 450 ans d'histoire de l'eglise au Cambodge Fayard 1990 ISBN 978-2866790691
- Buddha e Cristo. Le due salvezze Fayard 2005 EDB ISBN 978-8810604205